# Gurania angustiflora
Gurania angustiflora är en gurkväxtart som beskrevs av José Cuatrecasas. Gurania angustiflora ingår i släktet Gurania och familjen gurkväxter. Inga underarter finns listade i Catalogue of Life.